# Janaozen
Janaozén o Zhanaozén (en kazajo: Жаңаөзен / Jañaözen), anteriormente conocida como Novy Uzén (en ruso: Новый Узень, hasta 1992), es una localidad ubicada en la provincia de Mangystau en Kazajistán, al sureste de la ciudad de Aktau. El nombre de la ciudad significa "nuevo río" en kazajo. Janaozén es un importante pueblo petrolero en la provincia; fue fundada en 1968 para servir como punto de abastecimiento de los pozos de gas y petróleo de la zona. Aunque se encuentra rodeado por el distrito de Karakiya, no forma parte de éste.  Según el censo de 2009, contaba con una población de 91 322 habitantes.
En diciembre de 2011, Janaozén fue el foco de atención de la prensa internacional, cuando una prolongada protesta por parte de trabajadores petroleros de la ciudad terminó con la muerte de por lo menos 14 personas y decenas de heridos.